# Tenuipalpus coimbatorensis
Tenuipalpus coimbatorensis är en spindeldjursart som beskrevs av Mohanasundaram 1981. Tenuipalpus coimbatorensis ingår i släktet Tenuipalpus och familjen Tenuipalpidae. Inga underarter finns listade i Catalogue of Life.